# Gaslighting

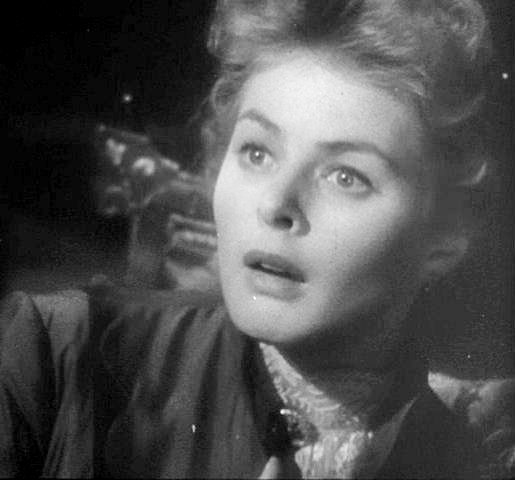
Ingrid Bergman no filme Gaslight de 1944

Gaslighting ou gas-lighting é uma forma de abuso psicológico na qual informações são distorcidas, seletivamente omitidas para favorecer o abusador ou simplesmente inventadas com a intenção de fazer a vítima duvidar de sua própria memória, percepção e sanidade. Casos de gaslighting podem variar da simples negação por parte do agressor de que incidentes abusivos anteriores já ocorreram, até a realização de eventos bizarros pelo abusador com a intenção de desorientar a vítima.
O termo deve a sua origem à peça teatral Gas Light e às suas adaptações para o cinema, quando então a palavra se popularizou. O termo também tem sido utilizado na literatura clínica.

## Origem do termo
A peça teatral Gas Light, de 1938, e suas adaptações para o cinema, lançadas em 1940 e 1944, motivaram a origem do termo por causa da manipulação psicológica sistemática utilizada pelo personagem principal contra uma vítima. O enredo diz respeito a um marido que tenta convencer sua esposa e outras pessoas de que ela é louca, manipulando pequenos elementos de seu ambiente e, posteriormente, insistindo que ela está errada ou que se lembra de coisas incorretamente quando ela aponta tais mudanças. O título original decorre do escurecimento das luzes alimentadas por gás na casa do casal, que aconteceu quando o marido estava usando as luzes no sótão, enquanto busca um tesouro escondido. A esposa percebe com precisão o escurecimento das luzes e discute o fenômeno, mas o marido insiste que ela está apenas imaginando uma mudança no nível de iluminação. O termo "Gaslighting" é utilizado desde 1960 para descrever a manipulação do sentido de realidade de alguém.

## Exemplos clínicos
A psicóloga Martha Stout afirma que sociopatas frequentemente usam táticas de gaslighting. Os sociopatas consistentemente transgridem costumes sociais, descumprem leis e exploram os outros, mas geralmente também são mentirosos, charmosos e convincentes ao negar as irregularidades que praticam. Assim, algumas pessoas que foram vítimas de sociopatas podem duvidar de suas próprias percepções. Jacobson e Gottman relatam que alguns cônjuges que cometem abusos físicos podem praticar gaslighting em seus parceiros, mesmo ao negar enfaticamente que tenham sido violentos.
Os psicólogos Gertrude Gass e William C. Nichols usam o termo gaslighting para descrever uma dinâmica observada em alguns casos de infidelidade conjugal: "Os terapeutas podem contribuir para o sofrimento da vítima ao tachar reações da mulher […] Os comportamentos de gaslighting do marido provêm uma receita para o chamado "ataque de nervos" para algumas mulheres e o suicídio em algumas das piores situações". Gaslighting também pode ocorrer em relações entre pais e filhos, sendo que os pais, a criança ou ambos tentam minar as percepções uns dos outros.
Além disso, gaslighting também foi observado entre pacientes e funcionários de unidades de internamento psiquiátrico. Algumas das condutas de Sigmund Freud têm sido caracterizadas como gaslighting. Em relação ao caso de Sergei Pankejeff, apelidado de "Wolf Man", devido ao seu sonho com lobos que ele discutiu amplamente com Freud, Dorpat escreveu: "Freud trouxe pressão implacável sobre o Wolfman para aceitar e confirmar as reconstruções e formulações de Freud".

### Introjeção
No influente artigo de 1981 chamado Some Clinical Consequences of Introjection: Gaslighting, Calef e Weinshel argumentam que gaslighting envolve a projeção e introjeção de conflitos psíquicos do agressor com a vítima: "essa imposição é baseada em um tipo muito especial de 'transferência' … de conflitos mentais potencialmente dolorosos".
Os autores exploram uma variedade de razões pelas quais as vítimas podem ter "uma tendência a incorporar e assimilar o que os outros exteriorizam e projetam nelas" e concluem que gaslighting pode ser "uma configuração muito complexa e altamente estruturada que engloba contribuições de muitos elementos do aparelho psíquico".

### Resistência
No que diz respeito a mulheres em particular, a psicóloga Hilde Lindemann argumenta enfaticamente que, nesses casos, a capacidade da vítima de resistir à manipulação depende de "sua capacidade de confiar em seus próprios julgamentos". A criação de versões alternativas dos fatos pode ajudar a vítima a readquirir "níveis normais de livre-arbítrio".

## Na cultura popular
O álbum Two Against Nature, de 2000, da banda Steely Dan, inclui uma canção intitulada "Gaslighting Abbie". Os músicos Walter Becker e Donald Fagen explicaram que o título se refere ao conceito de gaslighting como abuso mental. Eles passaram a discutir como o termo se refere ao filme Gaslight de 1944.
Na telenovela María Mercedes, a vilã Malvina (Laura Zapata) arma situações para tentar convencer a Maria (Thalia) e aos outros de que ela está louca.
Na telenovela María la del Barrio, a vilã Soraya Montenegro (Itatí Cantoral) arma situações para tentar convencer os outros de que sua enteada Alicia (Yuliana Peniche) está louca, chegando a trancá-la em seu quarto com tarântulas para que a menina gritasse, e em seguida, retirar as aranhas do quarto, pedindo aos empregados checarem o quarto, para então "confirmarem" de que sua enteada está realmente "louca".